# 楚尼格山
46°57′21″N 12°30′55″E / 46.95583°N 12.51528°E

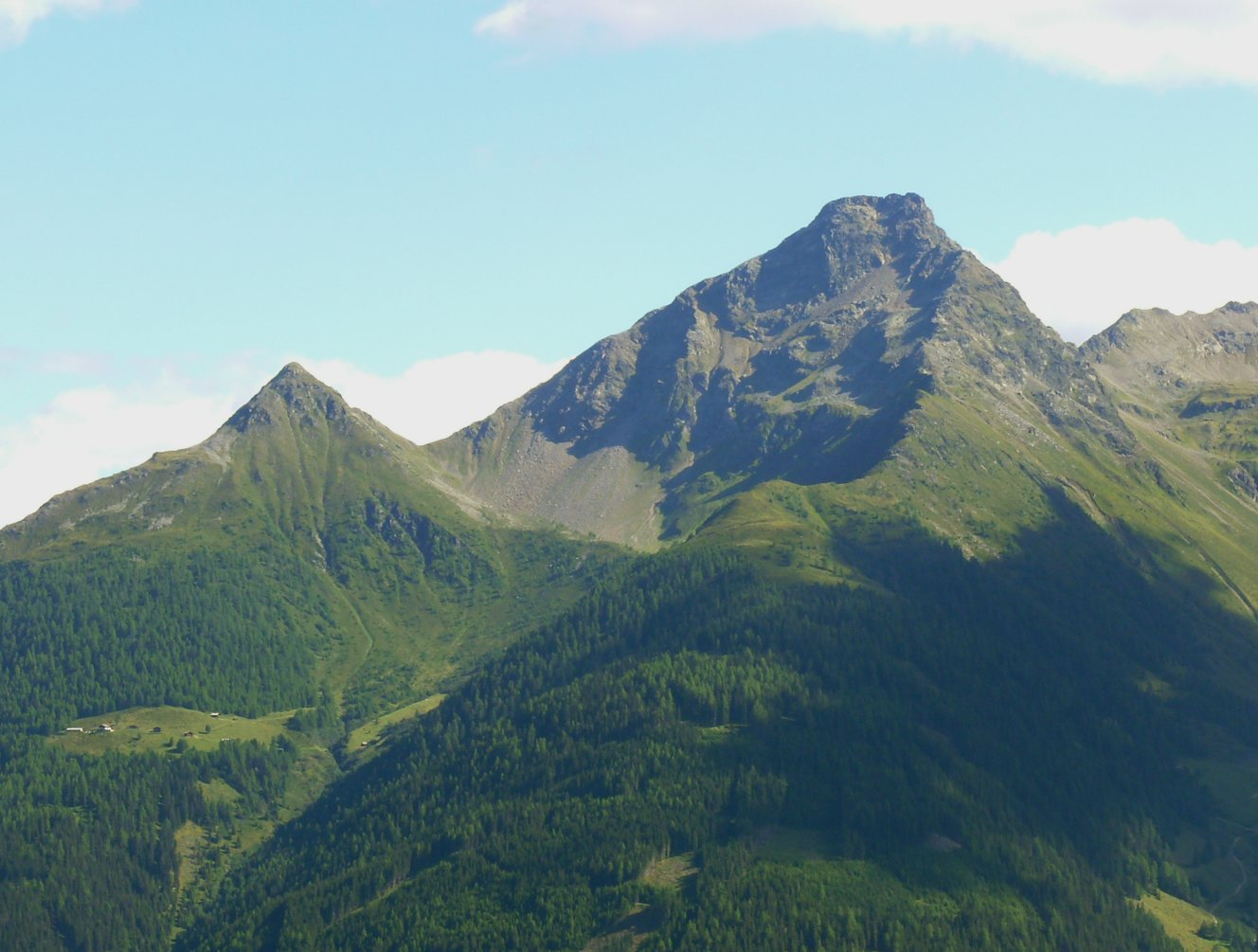

楚尼格山（德語：Zunig），是奧地利的山峰，位於該國西部，由蒂羅爾州負責管轄，屬於維內迪傑山脈的一部分，距離奧赫森布格山9公里，海拔高度2,776米。